# خی دوشیزه
خی دوشیزه یک ستاره است که در صورت فلکی دوشیزه قرار دارد.